# Brentson Buckner
(en) Statistiques sur pro-football-reference
Brentson André Buckner, né le 30 septembre 1971 à Columbus (Géorgie), est un joueur américain de football américain.

## Carrière

### Université
Buckner étudie à l'université Clemson où en 1993, il est nommé dans l'équipe de la saison de la conference ACC. Il entre dans l'histoire de l'université en avec le quatrième meilleur total de plaquages pour perte (46) et le record en musculation de 553kg à la presse.

### Professionnel
Brentson Buckner est sélectionné au second tour du draft de la NFL de 1994 par les Steelers de Pittsburgh au cinquantième choix. Lors de sa première saison en professionnel, il manque les trois premiers matchs de la saison avant de jouer les treize autres matchs de la saison comme defensive end. Lors d'un match contre les Bills de Buffalo, il bloque un field goal. À partir de la saison suivante, il devient titulaire lors de tous les matchs de la saison et fait partie de l'équipe des Steelers qui remporte le Super Bowl XXX contre les Cowboys de Dallas. En 1995, il récupère un fumble et marque le seul touchdown de sa carrière.
En 1997, Pittsburgh échange Bucker aux Chiefs de Kansas City mais les Bengals de Cincinnati font signer au défenseur un contrat. Lors de cette saison, il manque deux matchs à cause d'une blessure subie contre son ancienne équipe de Pittsburgh. La saison suivante, il signe avec les 49ers de San Francisco avec qui il reste trois saisons dont une saison 2000 où Bucker fait sept sacks. Néanmoins, il est affiché comme unrestricted free agent (transfert possible) par les 49ers qui acceptent l'offre des Panthers de la Caroline.
Bucker signe avec les Panthers et se joint à la ligne défensive de la Caroline comportant Julius Peppers, Mike Rucker et Kris Jenkins qui est définie comme une des meilleures défenses de la NFL. C'est cette même équipe qui arrive au Super Bowl XXXVIII, perdu dans les derniers instants à cause d'un field goal d'Adam Vinatieri. Jusqu'à la fin de la saison 2005, Brentson est le titulaire au poste de defensive tackle de la Caroline. Le 1er mars 2006, Bucker est libéré de tout contrat par les Panthers. Il prend sa retraite peu de temps après.

## Reconversion dans les médias
Après sa carrière de footballeur professionnel, il anime une émission sur WFNZ à Charlotte avec l'ancien joueur Frank Garcia. L'émission intitulée The Frank and Buck Show se déroule de onze heures à quinze heures. Il est aussi consultant pour les chaînes de télévision NFL Network et ESPN.

## Entraineur
Il est l'entraineur de l'équipe de football américain de la Northside Christian Academy High School de Charlotte, de 2008 à 2009, et appelle Myron Bell, Mo Collins et Omari Jordan, anciens joueurs de la NFL, comme entraîneurs assistants qui répondent présent.

## Statistiques
Brentson a joué onze ans en NFL. Il a joué 174 matchs dont 127 comme titulaire. Il a fait trente-et-un sacks, deux interceptions, seize passes déviées, cinq provocation de fumble, deux fumbles, et sept récupération ainsi 302 tacles.